# Lunnarp
Lunnarp – miejscowość (tätort) w Szwecji, w regionie administracyjnym (län) Skania, w gminie Tomelilla.
Według danych Szwedzkiego Urzędu Statystycznego liczba ludności wyniosła: 340 (31 grudnia 2015), 345 (31 grudnia 2018) i 336 (31 grudnia 2019).